# Phyllodesma joannisi
Phyllodesma joannisi is een vlinder uit de familie spinners. De wetenschappelijke naam is voor het eerst geldig gepubliceerd in 1963 door Lajonquiere.
De soort komt voor in Europa.